# Yuri Ivanov
Yuri Ivanov (en ucraniano: Юрій Іванов; 11 de enero de 1992) es un deportista ucraniano que compitió en remo.
Ganó una medalla de plata en el Campeonato Europeo de Remo de 2012, en la prueba de cuatro scull. Además, obtuvo dos medallas en el Campeonato Mundial de Remo de Mar de 2019.

## Palmarés internacional
| Campeonato Europeo | Campeonato Europeo | Campeonato Europeo | Campeonato Europeo |
| Año                | Lugar              | Medalla            | Prueba             |
| ------------------ | ------------------ | ------------------ | ------------------ |
| 2012               | Varese (Italia)    | Medalla de plata   | Cuatro scull       |